# Concepción de Estevarena
Rafaela María de la Concepción de la Trinidad Estevarena Gallardo (Sevilla, 10 de enero de 1854-Jaca, provincia de Huesca, 11 de septiembre de 1876) fue una poetisa romántica también conocida como Concepción de Estevarena. Su corta vida (22 años) estuvo marcada por la fatalidad. Huérfana de madre antes de los dos años, y de padre a los 21 años (1875), contrajo la enfermedad de tuberculosis que le llevaría a la tumba.

## Biografía
Los datos que se conservan de su vida proceden casi en exclusiva del “Prólogo” escrito por su amigo José de Velilla y Rodríguez en la edición póstuma de su obra “Últimas Flores”. Así, José de Velilla afirma que el padre de Estevarena, hombre de edad, prohibía a Concepción a escribir poesías, por lo que ésta aprovechaba la soledad del hogar mientras el padre acudía a su trabajo de alguacil en el Ayuntamiento de la ciudad, para escribir poemas en las paredes que memorizaba para borrar luego antes de la llegada de su progenitor.
La tertulia de la familia Velilla en la calle de Manteros de Sevilla fue sin duda un espacio de libertad creativa, donde conoció a lo más granado de la joven intelectualidad de la época, entre otros a Luis Montoto.
Tras la muerte de su padre, halló provisional acomodo en la casa de los Velilla, antes de partir hacia Jaca a vivir con su tío Juan Nepomuceno Escacena, chantre de la Catedral de Jaca, donde finalmente fallecería víctima de la enfermedad.
La amistad entre Concepción de Estevarena y Mercedes de Velilla la manifiesta no solo el prologuista de “Últimas Flores”, sino también Luis Montoto en el prólogo de la edición póstuma de la obra de la Velilla en 1918. Montoto escribe: “Un día, su compañera inseparable, la ardiente poetisa Concepción de Estevarena, por brutal despojo de la muerte, partió a tierras remotas en busca del techo hospitalario y del pan que le ofrecían unos parientes lejanos. Algo del corazón de Mercedes partió con la gentil cantora. La despedida fue eterna. Concepción de Estevarena, todo calor, todo entusiasmo, murió luego, privada de la visión del cielo de Sevilla, herida por los fríos del Norte, consumida entre las nieves perpetuas”.
Tras su fallecimiento, en la tertulia de la Baronesa de las Cortes en Madrid, se leyeron poemas de Estevarena, interpretando Isaac Albéniz algunas piezas en su memoria (diario madrileño “La Época” del ocho de noviembre de 1876). De aquella tertulia salió la iniciativa de la publicación de su obra que finalmente llevaría a cabo José de Velilla, muy crítico con la indiferencia de la ciudad para con la poeta. Así, escribió: “Mas, ¿Qué importa, oh amiga mía, que tu nombre, ya esclarecido, no figure en la “Historia de la escuela poética sevillana en los siglos XVIII y XIX”; qué importa que Sevilla, esta ciudad ilustre, tan querida por sus hijos, como para ellos ingrata, y olvidadiza de sus glorias, apenas guarde un leve recuerdo de tu paso? Siempre es mayor la gloria, aunque pequeña, alcanzada con el propio esfuerzo, que la obtenida por medio de interesada lisonja y de complaciente adulación: a ti sola debes tu fama, que es hija de tus obras y merecimientos”.
En 2006, la ciudad le dedicó una calle en el barrio de Parque Alcosa.

## Obra
Concepción de Estevarena no publicó en vida ningún poemario, aunque se calcula en 100 poemas su producción, dejando tan solo esporádicas colaboraciones en las revistas de la época como por ejemplo en "La Esfera" de Madrid, donde publica "Pasado y Porvenir" (1873), e incluso leyendo en actos públicos algunos de sus poemas ("Adelante" en el Liceo de Sevilla, en 1875).
Tras su muerte, un grupo de amigos entre los que se encuentran los hermanos José y Mercedes de Velilla, promoverán la edición póstuma de su obra, junto con una “Corona Poética” en la que colaborarán poetas de toda España (como por ejemplo Susana Lacasa, Juan Antonio Cavestany, José Lamarque de Novoa, etc.) junto a personas que la apreciaron en gran manera, como la propia madre de los hermanos Velilla, Dolores Rodríguez de Velilla.
Aunque su nombre no ha desaparecido en ningún momento de las letras castellanas, como lo prueba la inclusión de sus poemas en “La Literatura Española” del Padre Francisco Blanco (1910), la “Biblioteca Universal” (1922), o la entrada que le dedica el “Diccionario Enciclopédico Espasa Calpe” (1905/1930), lo cierto es que la recuperación de su obra viene de la mano de una relectura de la producción literaria española, afín al movimiento feminista. 
Entre los autores que han realizado un análisis crítico de su obra encontramos al Padre Francisco Blanco (1910), a Diana Ramírez de Arellano (1979), y Susan Kirkpatrick (1992).
Todos los autores que han analizado su obra la inscriben claramente en el romanticismo sevillano deudor de la obra de Gustavo Adolfo Bécquer. Según Kirkpatrick “esta poeta no reproduce ningún yo ideal: ni el masculino, domador del <<rebelde, mezquino idioma>>, ni el femenino, dulce y monocromático ángel del hogar”.  Al contrario, “Lo que marca la voz lírica de la poeta sevillana es la problemática de un sujeto que no encuentra ninguna posición segura y respaldada en su sociedad, que escribe desde la duda de su existencia social”. 
De sus poemas, el más celebrado, no solo por su calidad literaria sino también por su contenido ideológico, es “Libertad”, como fuente primigenia de pensamiento, luz y sentimiento: “¡Libertad,  lazo de amor / Talismán que honra y escuda / La humanidad te saluda / Como a su gloria mejor!”.

## Publicaciones de su obra
- Últimas Flores y Corona Poética. Sevilla (1877). Imprenta Gironés y Orduña.
- Mujeres Célebres Sevillanas. Con prólogo de Luis Montoto. Sevilla (1917). Imprenta de F. Díaz y Compª.
- Poetas románticos desconocidos: Concepción de Estevarena, 1854-1876. Con estudio estilístico de la doctora Diana Ramírez de Arellano. Madrid, (1979). Librería Internacional de Romo. ISBN 84-8500-309-8
- Antología Poética de Escritoras del Siglo XIX. Edición, Introducción y Notas de Susan Kirkpatrick. Madrid, 1992. Castaglia / Instituto de la Mujer. ISBN 84-7039-662-5
- Concepción de Estevarena. Álbum Poético y Fotográfico. Jaca (1999). Colección Recopilaciones Jaquesas n.º 4. Asociación Cultural Jacetana. D.L. Hu-403-1999.
- Últimas Flores, Madrid (2005) Edición preparada por: Luz María Jiménez Faro. Colección Torremozas. Ediciones Torremozas, S.L. ISBN 84-7839-336-6.
- Silenciosa es la noche (10 poemas), Zaragoza (2012), Introducción: Luigi Maráez, epílogo 'La poeta que murió en Jaca': José Luis Melero. Colección Papeles de Trasmoz, Olifante Ediciones de Poesía. ISBN 978-84-92942-40-4
- La misma rama, Madrid (2019), La Bella Varsovia. ISBN 978-84-948412-0-0